# Tony Schilder
Anthony „Tony“ Schilder (* 5. November 1937 in Kapstadt; † 9. Dezember 2010 ebenda) war ein südafrikanischer Jazzpianist, Bandleader und Komponist.

## Leben und Wirken
Schilder wuchs im Kapstadter Bezirk Cape Flats auf und stammte aus einer musikalischen Familie; seine Mutter war Pianistin, sein aus den Niederlanden stammender Vater klassisch ausgebildeter Musiker. Er lernte autodidaktisch mit fünf Jahren Klavier zu spielen und trat bereits als Sechsjähriger auf Partys, als Jugendlicher mit Tanzbands auf. Beeinflusst von der Musik Erroll Garners, Charlie Parkers und Oscar Petersons wandte er sich dem Modern Jazz zu; in den 1950er und 60er Jahren gehörte er zur Jazzszene von Kapstadt und spielte mit Musikern wie Harold Jefta, Maurice Gawronsky, Morris Goldberg, Abdullah Ibrahim, Johnny Gertze, Cups Nkanuka, Chris McGregor und Hugh Masekela, später mit Winston „Mankunku“ Ngozi. In den 1970er Jahren beschäftigte er sich mit Bossa Nova. In den 1980er Jahren leitete er die Hausband im Club Montreal in Kapstadt und unternahm drei Reisen nach Brasilien. Unter diesem Eindruck erschien sein Debütalbum Introducing the Music of Tony Schilder, produziert von Jonathan Butler. 1982 folgte das Live-Album Jazz in Transit. Schilder spielte als Solist und mit seinem Trio; außerdem arbeitete er unter anderem mit Hilton Schilder, Basil Coetzee, Robbie Jansen und Sathima Bea Benjamin. 2008 erkrankte er schwer und war seitdem bettlägerig; mit einem Benefiz-Konzert sammelten befreundete Musiker Geld für seine medizinische Behandlung.
Zu seinen bekanntesten Kompositionen zählen „Mitchell’s Plain Samba“, „Obrigado Brazil“ und „Montreal“. 1988 wurde er als bester Pianist der Kapregion mit einer Goldmedaille ausgezeichnet.
Tony Schilder ist der Vater des Fusionmusikers Hilton Schilder.

## Diskografische Hinweise
- Made in Manenburg: The Tony Schilder Trio with Leslie Kleinsmith (SABC, 1984)
- Tony Schilder Trio (Mountain Records, 1995 – Wiederveröffentlichung des Debütalbums Introducing the Music of Tony Schilder)
- Solo Piano (Mountain, 2008)
- Be Positive (Mountain Records, 2005)